# A killer anthem
A killer anthem er The KillerHertz' debutalbum, der blev udgivet den 26. maj 2014 via Mighty Music.

## Spor
| #   | Titel                | Længde |
| --- | -------------------- | ------ |
| 1.  | "Rebel Heart"        | 4:03   |
| 2.  | "Let The Game Begin" | 3:47   |
| 3.  | "The Fall"           | 3:58   |
| 4.  | "Better Days"        | 3:39   |
| 5.  | "Feeding The Damned" | 3:32   |
| 6.  | "Shattered"          | 5:51   |
| 7.  | "Youth Inc"          | 3:05   |
| 8.  | "Shine A Light"      | 4:29   |
| 9.  | "Swansong"           | 4:17   |
| 10. | "Redeem Me"          | 5:09   |
| 11. | "A Killer Anthem"    | 3:29   |

## Medvirkende
- Thomas Pederson – vokal og guitar
- Tais Pederson – guitar
- Rune Gregersen – bas
- Kent Rasmussen – trommer[6]